# 维也纳迈德灵车站
維也納梅德靈車站（德語：Bahnhof Wien Meidling）是奧地利首都維也納的一個火車站。自維也納市中心前往維也納國際機場的City Airport Train也從這裡發車。維也納梅德靈車站開業於1841年，當時是一座小站。2009年至2014年期間，維也納梅德靈車站曾是維也納最主要的火車站。

## 外部連結
维基共享资源上的相關多媒體資源：维也纳迈德灵车站